# Cotorra guaruba
La cotorra guarouba (Guaruba guarouba) és una espècie d'ocell de la família dels psitàcids i única espècie del gènere Guaruba. Habita la selva humida del nord-est del Brasil.